# باربیکیو (فیلم)
«باربیکیو» (انگلیسی: Barbecue (film)) یک فیلم به کارگردانی Éric Lavaine است که در سال ۲۰۱۴ منتشر شد. از بازیگران آن می‌توان به فرانک دوبوسک، لمبرت ویلسون، و لیونل آبلانسکی اشاره کرد.